# Ungureni (Bacău)
Ungureni is een Roemeense gemeente in het district Bacău.
Ungureni telt 3903 inwoners.